# Béatrice Patrie
Béatrice Patrie (ur. 12 maja 1957 w Lorient) – francuska polityk, prawnik, posłanka do Parlamentu Europejskiego (1999–2009).

## Życiorys
W 1977 uzyskała licencjat, a rok później magisterium z prawa oraz uprawnienia adwokackie. W 1979 została absolwentką krajowej szkoły sądownictwa. Orzekała w sądach odwoławczych i administracyjnych, dochodząc do stanowiska przewodniczącego sądu odwoławczego w Saint-Quentin. Była też sekretarzem generalnym i następnie przewodniczącym związku zawodowego zrzeszającego sędziów.
W 1994 została zastępcą przewodniczącego Ruchu Obywatelskiego. W 2001 została radną gminą Montpon-Ménestérol, a dwa lata później członkinią rady krajowej Partii Socjalistycznej.
Przez dwie kadencje (1999–2009) sprawowała mandat posłanki do Parlamentu Europejskiego. Zasiadała w grupie Partii Europejskich Socjalistów, w VI kadencji do 2006 była przewodniczącą Delegacji do spraw stosunków z państwami Maszreku. Pracowała w Komisji Rynku Wewnętrznego i Ochrony Konsumentów, sprzeciwiała się dyrektywie usługowej.